# Вадена
Вадена (итал. Vadena) је насеље у Италији у округу Болцано, региону Трентино-Јужни Тирол.
Према процени из 2011. у насељу је живело 44 становника. Насеље се налази на надморској висини од 225 м.

## Становништво
| 1931. | 1936. | 1951. | 1961. | 1971. | 1981. | 1991. | 2001. | 2011. |
| ----- | ----- | ----- | ----- | ----- | ----- | ----- | ----- | ----- |
| 624   | 668   | 706   | 708   | 679   | 560   | 707   | 842   | 1.016 |